# Sabena-vlucht 571
Op maandag 8 mei 1972 werd  Sabena-vlucht 571, vanuit het Belgische Zaventem via Wenen naar de luchthaven Tel Aviv-Lod in Israël, gekaapt door vier leden van de Palestijnse terreurgroep Zwarte September toen het vliegtuig over de Balkan vloog. De Boeing 707-329 van de Belgische maatschappij Sabena had op dat moment 94 passagiers en zeven bemanningsleden aan boord.

## De kaping
Kort na de tussenlanding van het vliegtuig in Wenen sprongen twee mannen en twee vrouwen op uit hun stoelen. De mannen begaven zich naar de cockpit, terwijl de vrouwen zich in het gangpad opstelden, gewapend met pistolen, een lading dynamiet en een handgranaat.
De vier kapers, Ahmed Mousa, Abdel Aziz el Atrash, Therese Halsa en Rima Tannous, waren eerder die dag in Zaventem aan boord  van het vliegtuig gegaan. De Palestijnen eisten de vrijlating van 348 gevangenen in ruil voor het vrijgeven van de Boeing 707. De gezagvoerder Réginald Levy werd gedwongen om door te vliegen naar de eindbestemming Tel Aviv.
De Joodse passagiers moesten van de kapers achter in het vliegtuig plaatsnemen, de anderen voorin en de bemanning daartussen. Nicole Decraene, stewardess op de gekaapte vlucht, getuigde 25 jaar later dat het snikheet was en dat de kapers de passagiers niet toestonden om naar het toilet te gaan.

## Bevrijdingsactie

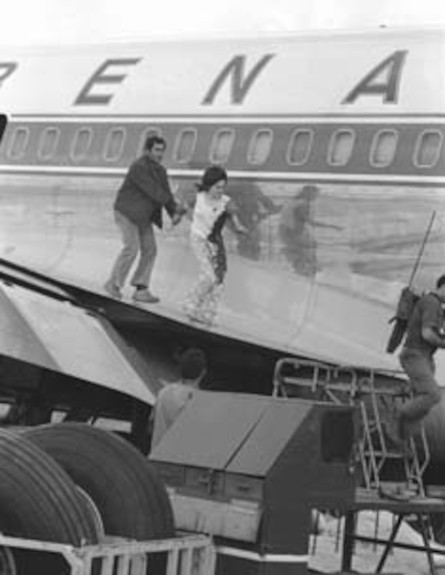
De gewonde kaper Therese Halsa wordt weggeleid

Na de landing in Tel Aviv werd het vliegtuig  naar een uithoek van de luchthaven gesleept, waar een Israëlische technicus het toestel saboteerde om te beletten dat het zou vertrekken.
Toenmalig minister van Vervoer Shimon Peres startte onderhandelingen met de kapers. Tegelijkertijd oefende een eenheid van de Sayeret Matkal, de speciale eenheden van het Israëlisch defensieleger, elders in Israël de bestorming van een Boeing 707.
Na deze oefening vermomden de eenheid zich als vliegtuigtechnici van El Al. Dankzij een list die inhield dat het vliegtuig opnieuw luchtwaardig zou worden gemaakt, slaagde zij er onder leiding van Ehud Barak in om het vliegtuig te bereiken en bestormen.
Bij deze bestorming op 9 mei kwamen twee kapers om en raakte Benjamin Netanyahu, die deel uitmaakte van de eenheid, gewond. Ook een joods koppel raakte bij de bestorming gewond. Later overleed nog een passagier.

## Na de kaping

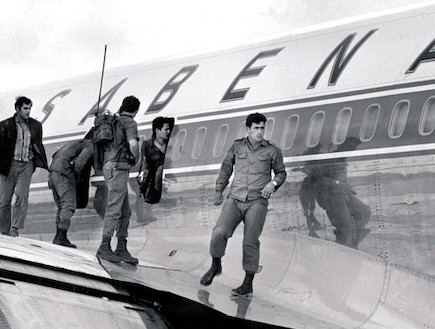
Israëlische commando's begeleiden gegijzelde passagiers weg van het vliegtuig

In de namiddag van zondag 14 mei keerde het vliegtuig, nadat de kogelgaten provisorisch waren gedicht, zonder passagiers terug naar Zaventem. Daar kreeg de bemanning een aangrijpende ontvangst en felicitaties van de Sabenadirectie.
De veiligheidscontrole op de luchthaven van Zaventem werd na deze gebeurtenissen strenger gemaakt. De vlucht Brussel - Tel Aviv werd sindsdien rechtstreeks gevlogen zonder tussenlanding in Wenen.

## In de media
Over de kaping werd in 2015 een Israëlische documentaire gemaakt: Sabena Hijacking - My Version. Bij de lancering waren onder meer de toenmalige Israëlische premier Benjamin Netanyahu en de voormalige premiers Ehud Barak en Shimon Peres aanwezig. De drie vooraanstaande politici speelden alle drie een rol bij de bestorming van het toestel, als lid van de commando-eenheid of als minister van Vervoer.
De piloot van de Boeing 707, Réginald Levy, schreef datzelfde jaar zijn autobiografie From Night Flak to Hijack: It's A Small World. Hierin blikt de piloot onder meer terug op de kaping.